# Adobe Acrobat
Adobe Acrobat è un'applicazione di tipografia digitale realizzata da Adobe per creare e modificare file in formato PDF.
In quanto prodotto dalla stessa società che ha sviluppato il PDF, è stato il primo programma in grado di lavorare su questo formato.

## Concorrenza
Fin dai primi anni novanta Acrobat si è dovuta scontrare con altri programmi simili, ognuno funzionante con un proprio particolare formato di file:
- AnyView di Binar Graphics
- Common Ground di No Hands Software
- Envoy di WordPerfect Corporation
- Folio di NextPage
- Microsoft Reader di Microsoft
- Replica di Farallon Computing
- WorldView di Interleaf

Alla fine degli anni novanta, però, il PDF divenne lo standard de facto nella distribuzione di contenuti integrati di testo e immagini, eliminando la concorrenza di altri formati e garantendo il futuro di Adobe Acrobat.
Oggi esistono diversi programmi per la creazione e la modifica dei file PDF, per esempio, Ghostscript e PrimoPDF.
Varie distribuzioni Unix-like permettono la creazione nativa di file PDF direttamente dalla finestra di stampa delle applicazioni. Anche molti software permettono la creazione diretta di un PDF a partire dal documento aperto: ad esempio, LibreOffice può esportare i propri file in formato PDF senza strumenti aggiuntivi, come ormai anche la suite di Microsoft Office.

## Adobe Acrobat Reader

Screenshot di Adobe Reader in Windows 7

Adobe Acrobat Reader è un'applicazione complementare ad Adobe Acrobat. Per le versioni dalla 7 alla XI era stato denominato Adobe Reader; poi fu ripristinato il nome originario.
È un programma freeware scaricabile dal sito web di Adobe; come Acrobat, anche Reader è multipiattaforma. Per tanti anni è stato l'unico lettore disponibile di file PDF, dato che fu Adobe a inventare questo formato (si legga sotto).
Reader permette agli utenti di aprire, visualizzare e stampare (salvo restrizioni come il DRM) i documenti PDF, ma non di crearli e modificarli, ad eccezione dei moduli compilabili.
Nel 2008 il formato PDF ha ottenuto la certificazione come standard internazionale. Pur restando un formato proprietario, Adobe ne ha reso pubblica la specifica. Grazie a questo sono nati software come Foxit Reader e Sumatra PDF, in grado non solo di leggere, ma di includere commenti nei documenti PDF e numerose funzionalità. Già prima che le specifiche del formato divenissero pubbliche, esistevano altri software analoghi, ad esempio, il software libero Xpdf ed Evince.
In precedenza Adobe deteneva il brevetto del formato, e tutti i programmi per la modifica dovevano essere acquistati dalla casa madre.

## Adobe Acrobat DC
Il 6 aprile 2015 Adobe ha distribuito una nuova edizione del programma, denominata Adobe Acrobat DC (con passaggio da release 11.2 a release 15.0, quindi DC 2015.0). "DC" sta per Document Cloud.
È un'edizione totalmente rinnovata, sia nell'interfaccia che nella struttura, focalizzata sul cloud. Sono state aggiunte diverse funzioni e ridisegnati radicalmente i menù e le logiche: ad esempio, con Acrobat DC Adobe è passata all'utilizzo delle schede multiple tipo browser. Ora le release sono nominate con l'anno di riferimento, mentre le versioni sono identificate con codice "anno.versione" (es. release 2017-versione 17.012.20098).
Con Adobe Acrobat DC si potrebbe parlare di un nuovo prodotto e non di una nuova edizione. Similmente alle precedenti edizioni di Acrobat, anche Acrobat DC è in versione "standard" (funzioni base) e in versione "pro" (tutte le funzioni), entrambe a pagamento; inoltre, c'è il solo lettore (player) che riprende il termine "reader" (Adobe Acrobat Reader DC), come sempre gratuito per qualsiasi piattaforma. Adobe Acrobat DC utilizza un'applicazione autonoma (Adobe Sign) per la firma digitale dei documenti, oltre, ovviamente, alla modifica e formattazione native dei PDF. L'insieme delle applicazioni (tra cui Acrobat DC) forma la suite Adobe Document Cloud.